# Prieobrażenskaja płoszczad´
Prieobrażenskaja płoszczad´ (ros. Преображе́нская пло́щадь – Plac Przemienienia) – stacja metra w Moskwie, na linii Sokolniczeska. Stacja została otwarta w 1965.